# Pero de Gamboa
Pero de Gamboa (c. 1563 — Bente, 17 de março de 1638) foi um compositor português do Renascimento.

## Biografia

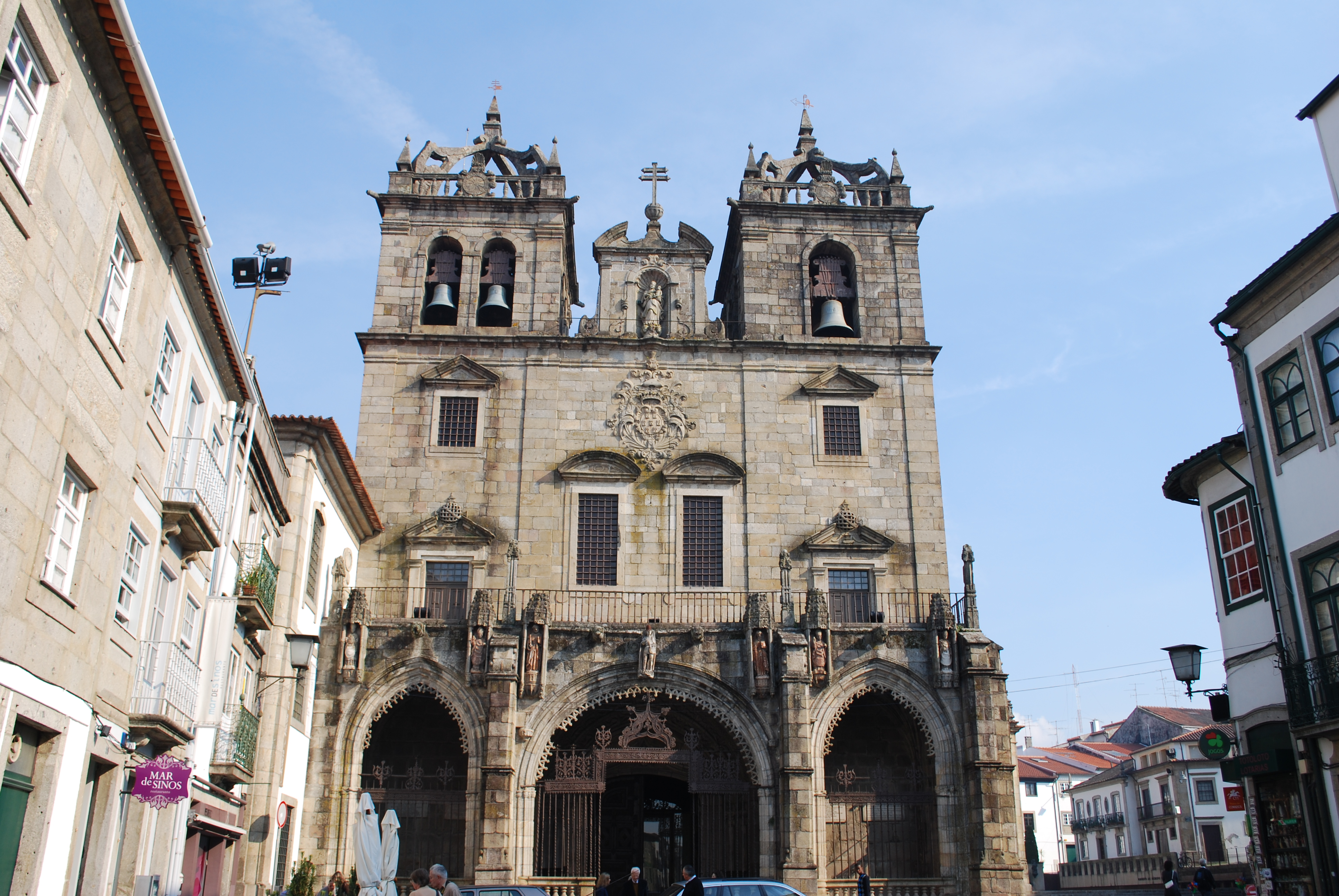
Sé de Braga

Pero de Gamboa nasceu provavelmente por volta de 1563. Sucedeu a Baltazar Vieira como mestre de capela da Sé de Braga no início do ano de 1585. Em abril do mesmo ano foi feito diácono (6 de abril) e ordenado sacerdote (20 de abril). Acumulou este importante cargo com o de abade da Igreja de São Paio de Arcos, deixando-o dois anos depois, em 1587. Depois deste ano, acumulou novamente a sua ocupação como mestre de capela com o de capelão das Igrejas de São Salvador de Bente e São Miguel de Seide, no antigo concelho de Landim (atualmente no concelho de Vila Nova de Famalicão), continuando, contudo, a residir na cidade de Braga.
Desconhece-se com precisão o ano em que deixou de trabalhar na catedral, embora o ano de 1594 pareça provável. A sua residência foi, então, mudada para Bente. Deste período substiste um episódio referido no segundo tomo da obra Benedictina Lusitana de Frei Leão de São Tomás:
| “ | “Um moço de pouca idade tinha uma mão disforme por respeito de um lobinho que lhe nasceu nas costas dela; Vivia em casa de um seu tio abade, perto do Mosteiro de Landim, chamado Pero de Gamboa, bem conhecido nestes tempos próximos por mestre e compositor de música. Como morava tão perto de Santo Tirso trouxe um dia o sobrinho consigo e fazendo oração ao glorioso patriarca, untou-lhe as costas da mão em que tinha o lobinho com o azeite da lâmpada que ardia diante dele. Depois, entrou para dentro do mosteiro visitar ao Padre Frei Gregório da Cruz, que era seu discípulo, e dando-lhe conta da ocasião da sua vinda, disse para o sobrinho: “Mostrai, filho, mostrai a vossa mão ao padre.” E, mostrando o moço a mão, não se viu nela o lobinho, nem vestígio ou sinal onde estivesse.” | ” |
|   | — Frei Leão de São Tomás, "Benedictina Lusitana". |   |

Deste registo deduz-se que este compositor tinha ligações importantes com a ordem beneditina e que formou pelo menos um discípulo na arte da Música, Fr. Gregório da Cruz. Faleceu em Bente a 17 de março de 1638. Foi um dos três maiores representantes da escola musical bracarense do Renascimento, juntamente com os mestres de capela Miguel da Fonseca e Lourenço Ribeiro. O último foi o seu sucessor direto no posto.

## Obra
A sua obra ainda era bastante popular nos anos que se seguiram à sua morte. No final do século XIX, Ernesto Vieira lista-o no seu dicionário de músicos portugueses; contudo, este autor diz desconhecer qualquer notícia da sua vida e das suas obras além do relato do milagre por Frei Leão de São Tomás. Na verdade, um pequeno conjunto musical da sua autoria sobrevive em dois manuscritos preservados na Biblioteca Pública Municipal do Porto. São, ao todo, 16 peças religiosas em latim que permitem caracterizar o seu autor como um dos melhores compositores portugueses do seu tempo.